# Бааль-Сулам
Йегуда Лейб Алеви Ашлаг (ивр. רַבִּי יְהוּדָה לֵיבּ הַלֵּוִי אַשְׁלַג‎, пол. Jehuda Lejb Alewi Aszlag; получивший имя Бааль-Сулам (ивр. בַּעַל הַסּוּלָם‎) — «Владелец Лестницы» — по названию своего комментария «Сулам» («Лестница») на книгу Зоар,1886—1954) — каббалист, автор целого ряда книг и статей, которые используются в качестве учебных пособий по учению каббалы, в том числе «Учения о десяти сфирот» — основного современного учебника по каббале, в котором упорядочил все записи рава Ицхака Лурии. Книги и статьи Бааль-Сулама изданы и издаются на многих языках.

## Биография

Газета «Аума» (Нация), 1940 г.

Ашлаг Йегуда Лейб Алеви (при рождении Лейб Ошляк) — Бааль-Сулам — родился 4 октября 1886 г. (пятый день месяца Тишрей 5647 г.) в Варшаве в семье Симхи Алеви. С 12-ти лет он самостоятельно изучал Талмуд.
- 1905 — получил звание раввина, после чего 16 лет работал судьёй в раввинском суде Варшавы и занимался подготовкой судей.
- 22 января 1907 — родился первый сын — Барух Шалом Алеви Ашлаг, будущий раввин и адмор, ученик и продолжатель дела своего отца.
- 1922 — семья переехала в Палестину. В Иерусалиме раввин Й. Ашлаг начал преподавать Тору и самостоятельно продолжил изучение каббалы в ешиве «Хаей Олам (недоступная ссылка)». Проводил занятия по изучению каббалы с группой учеников у себя дома.
- 1924 — раввин района Гиват Шауль в Иерусалиме.
- 1926 — отъезд в Лондон, где Бааль-Сулам написал свои комментарии «Паним Меирот» и «Паним Масбирот» на книгу раввина Ицхака Лурии «Эц Хаим».
- 1927 — комментарии опубликованы.
- 1928 — возвращение в Палестину.
- 1933 — вышла из печати книга «Матан Тора», после чего Бааль-Сулам приступил к своей основной работе — «Талмуд эсэр сфирот» («Учение десяти Сфирот») — комментарию на сочинения раввина Ицхака Лурии. В этой работе более 2 тыс. страниц, и она содержит полное изложение учения Каббала.
- 1940 — в Иерусалиме издана первая в истории газета о каббале Аума («Нация»)
- 1943 — начало работы над комментарием «Сулам» на книгу Зоар.
- 1953 — завершение работы. В честь этого события его ученики устроили большую праздничную трапезу в Мироне, на которой Бааль-Сулам произнес речь, опубликованную позднее под названием «Маамар ле сиюм Зоар» — «Статья к окончанию Книги Зоар».
- 1954 — в праздник Йом Кипур Ашлаг Йегуда Лейб Алеви — Бааль-Сулам умер. Похоронен на «Горе Успокоения», на въезде в Иерусалим.

Был сторонником либертарного коммунизма, интернационализма и антиимпериализма, поддерживал создание кибуцев.

## Учитель Бааль-Сулама
Бааль-Сулам считал себя учеником адмора из Калошин, раввина Меира Рабиновича. После его смерти стал учеником его сына, раввина Йошуа из города Пурсов, который считал себя учеником и последователем каббалистов из селения Пшисха. Он говорил, что достиг первых духовных ступеней познания Творца только благодаря своему покорству перед своим учителем, а также своим преклонением и следованием примеру адмора из Белза.

## Каббалистическая группа Бааль-Сулама
Группа организовалась в Иерусалиме в 1923 г. Занятия проводились каждую ночь с 1 часа ночи, в доме у Бааль-Сулама в районе «Гиват Шауль». На урок ученики ходили пешком из Старого города. В группе занимались ученики: Барух Шалом Ашлаг, Йошуа Сандер Горовиц, Йегуда Гирш Брандвайн, Давид Минцберг, Менахем Эйдельштейн, Беньямин Смаковский, Моше Барух Лембергер, Леви Ицхак Краковский, Моше Яир Вайншток, Авраам Ашкенази, Ицхак Меир.

## Продолжатели учения
- Раввин Барух Ашлаг — сын Бааль-Сулама,
- Раввин Авраам Мордехай Готлиб — ученик Баруха Ашлага
- Раввин Биньямин Синковски — Книга «Яд Биньямин»
- Раввин Йегуда Брайндвейн — каббалистическая ешива в Старом Городе (Иерусалим).
- Раввин Моше Барух Лембергер — Книга «Моше́ Авди»

## Работы
- Бейт Шаар а-Каванот (Дом Врат Намерения)
- Введение в Каббалу (Птиха)
- Свобода воли
- Тело и душа
- Введение в «Сулам»
- Время действовать
- Вступление к Книге Зоар
- Газета «Народ»
- Дарование Торы
- Изгнание и освобождение
- Из себя узрю Творца
- История науки Каббала
- Каббала в сравнении с науками
- Каббала и философия
- К завершению Зоар
- Любовь к Творцу и творениям
- Материя и форма в Каббале
- Мир
- Мир в мире
- Наука Каббала и её суть
- Обобщающее введение
- Предисловие к Книге Зоар
- Предисловие к книге «Уста мудрого»
- Предисловие к Паним Меирот
- Предисловие к Птихе
- Предисловие к ТЭС
- Созидающий разум
- Строение общества будущего
- Суть науки Каббала
- Суть религии и её цель
- Учение Десяти Сфирот